# Hüseyin Özkan
Hüseyin Özkan (nacido como Jasan Bisultanov –en ruso, Хасан Бисултанов–; Argún, URSS, 20 de enero de 1972) es un deportista turco, de origen checheno, que compitió en judo.
Participó en los Juegos Olímpicos de Sídney 2000, obteniendo una medalla de oro en la categoría de –66 kg. Ganó una medalla en el Campeonato Mundial de Judo de 1999, y cuatro medallas en el Campeonato Europeo de Judo entre los años 1993 y 2003.

## Palmarés internacional
| Representando a Rusia   |                          |                   |           |
| Campeonato Europeo      |                          |                   |           |
| Año                     | Lugar                    | Medalla           | Categoría |
| 1993                    | Atenas (Grecia)          | Medalla de plata  | –60 kg    |
| Representando a Turquía |                          |                   |           |
| Juegos Olímpicos        |                          |                   |           |
| Año                     | Lugar                    | Medalla           | Categoría |
| 2000                    | Sídney (Australia)       | Medalla de oro    | –66 kg    |
| Campeonato Mundial      |                          |                   |           |
| Año                     | Lugar                    | Medalla           | Categoría |
| 1999                    | Birmingham (Reino Unido) | Medalla de plata  | –66 kg    |
| Campeonato Europeo      |                          |                   |           |
| Año                     | Lugar                    | Medalla           | Categoría |
| 1997                    | Ostende (Bélgica)        | Medalla de oro    | –65 kg    |
| 1999                    | Bratislava (Eslovaquia)  | Medalla de bronce | –66 kg    |
| 2003                    | Düsseldorf (Alemania)    | Medalla de bronce | –66 kg    |